# Conto
Um conto é uma narrativa que cria um universo de seres, de fantasia ou acontecimentos. Como todos os textos de ficção, o conto apresenta um narrador, personagens, ponto de vista e um enredo. Segundo Eça de Queiroz “No conto tudo precisa ser apontado num risco leve e sóbrio: das figuras deve-se ver apenas a linha flagrante e definidora que revela e fixa uma personalidade; dos sentimentos apenas o que caiba num olhar, ou numa dessas palavras que escapa dos lábios e traz todo o ser; da paisagem somente os longes, numa cor unida”.
Os maiores contistas brasileiros são: Machado de Assis, Carlos Drummond de Andrade, Clarice Lispector, Luis Fernando Verissimo, Monteiro Lobato, entre outros.

## Terminologia
De acordo com Anatol Rosenfeld, no Brasil, costuma-se chamar de conto "todas as formas prosaicas curtas do gênero épico", por oposição à novela e ao romance - os quais, em inglês, são chamados de novella e novel, respectivamente.
O mesmo autor afirma que, em outros países, o conto pode corresponder a várias outras formas, segundo a distinção feita por alemães:
- a Erzählung (narrativa, tale em inglês), que, não dependendo de um "acontecimento central", é uma forma mais livre e mais rica de fabulação e fantasia do que a novela, mas de menos densidade e rigor arquitetônico que as short stories; ex., As Mil e Uma Noites, Contos da Cantuária de Geoffrey Chaucer;
- a Kurzgeschichte (short story em inglês), caracterizada pelo rigor de sua construção e a "unidade de efeito"; ex., contos de Edgar Allan Poe (no entanto, este autor ainda usava o termo tale, mais antigo, em vez de short story), Jack London, Mark Twain, Hemingway, Faulkner, Fitzgerald; alguns autores, como J. Klein, chegam a considerar a Kurzgeschichte como uma forma derivada da novela alemã (representada, em especial, por E. T. A. Hoffmann);[2]
- a Novellette;
- a Kalendargeschichte (história de folhinha), forma curta, singela, de caráter didático, escrita para folhinhas populares; ex., contos de J. P. Hebel, Bertolt Brecht;
- a Anekdote (anedota); ex., contos de H. Kleist;
- a Skizze (esboço, sketch em inglês), que apresenta geralmente uma cena impressionista, sem nítida linha narrativa, mas com "atmosfera";
- outros tipos distinguidos principalmente pelo tema, como o conto de fadas.

## Características
O conto necessita de tensão, ritmo, o imprevisto dentro dos parâmetros previstos, unidade, compactação, concisão, conflito, início, meio e fim.
O passado e o futuro têm significado menor. O "flashback" pode acontecer, mas só se absolutamente necessário, mesmo assim da forma mais curta possível. O conto é um gênero literário que apresenta uma grande flexibilidade, podendo se aproximar da poesia e da crônica. Os historiadores afirmam que os ancestrais do conto são mitos e lendas.
Em termos de forma, o conto possui expressão ou linguagem mais os elementos concretos e estruturados, como as palavras e as frases. Seu conteúdo é imaterial (fixado e carregado pela forma); são as personagens, suas ações, a história (ver Céu, inferno, de Alfredo Bosi).[carece de fontes?]

### Final enigmático
O final enigmático prevaleceu até Maupassant (fim do século XIX) e era muito importante, pois trazia o desenlace surpreendente (o fechamento com "chave de ouro", como se dizia). Nos dias de hoje tem muita importância para o público mas alguns críticos e escritores acham-no perfeitamente dispensável, sinônimo de anacronismo. Mesmo assim não há como negar que o final no conto é sempre mais carregado de tensão do que no romance ou na novela e que um bom final é fundamental no gênero. "Eu diria que o que opera no conto desde o começo é a noção de fim. Tudo chama, tudo convoca a um "final" (Antonio Skármeta, Assim se escreve um conto). Entretanto este estilo de conto com chave de ouro não está morto. Influenciado entre outros por Maupassant e Machado de Assis, o mineiro Ricardo da Mata retorna à tradição dos contos com enredo com o surpreendente volume O mundo lá fora (Agbook, 2014).
Neste gênero, como afirmou Tchecov, é melhor não dizer o suficiente do que dizer demais. Para não dizer demais é melhor, então, "sugerir" como se tivesse de haver um certo "silêncio" entremeando o texto, sustentando a intriga, mantendo a tensão. Não é o que acontece no conto "A missa do galo", de Machado de Assis? Especialmente nos diálogos; não exatamente pelo que estes dizem, mas pelo que deixam de dizer. Ricardo Piglia, comentando alguns contos de Hemingway (1898-1961), diz que o mais importante nunca se conta: "O conto se constrói para fazer aparecer artificialmente algo que estava oculto. Reproduz a busca sempre renovada de uma experiência única que nos permite ver, sob a superfície opaca da vida, uma verdade secreta" (O laboratório do escritor). Piglia diz que conta uma história como se tivesse contando outra. Como se o escritor estivesse narrando uma história "visível", disfarçando, escondendo uma história secreta. "Narrar é como jogar pôquer: todo segredo consiste em fingir que se mente quando se está dizendo a verdade." (Prisão perpétua). É como se o contista pegasse na mão do leitor é desse a entender que o levaria para um lugar, mas, no fim, leva-o para outro. Talvez por isso, D.H. Lawrence tenha dito que o leitor deve confiar no conto, não no contista. O contista é o terrorista que se finge de diplomata, como diz Alfredo Bosi sobre Machado de Assis.
Segundo Cristina Peri Rossi, o escritor contemporâneo de contos não narra somente pelo prazer de encadear fatos de uma maneira mais ou menos casual, senão para revelar o que há por trás deles (citada por Mempo Giardinelli, op. cit). Desse ponto de vista a surpresa se produz quando, no fim, a história secreta vem à superfície.
No conto a trama é linear, objetiva, pois o conto, ao começar, já está quase no fim e é preciso que o leitor "veja" claramente os acontecimentos. Se no romance o espaço/tempo é móvel, no conto a linearidade é a sua forma narrativa por excelência. "A intriga completa consiste na passagem de um equilíbrio a outro. A narrativa ideal, a meu ver, começa por uma situação estável que será perturbada por alguma força, resultando num desequilíbrio. Aí entra em ação outra força, inversa, restabelecendo o equilíbrio; sendo este equilíbrio parecido com o primeiro, mas nunca idêntico." (Gom Jabbar em Hardcore, baseado em Tzvetan Todorov).
Em outras palavras: no geral o conto "se apresenta" com "uma ordem". O conflito traz uma "desordem" e a solução desse conflito (favorável ou não) faz retornar à "ordem" — agora com ganhos e perdas, portanto essa ordem difere da primeira. "O conto é um problema e uma solução", diz Enrique Aderson Imbert.

### Diálogos
Os diálogos são de suma importância; sem eles não há discórdia, conflito, fundamentais ao gênero. A melhor forma de se informar é através dos diálogos; mesmo no conto em que o ingrediente narrativo seja importante. "A função do diálogo é expor." (Henry James, 1843-1916).
Em alguns escritores o diálogo é uma ferramenta absolutamente indispensável. Caio Porfírio Carneiro, por exemplo, chega ao ponto de escrever contos compostos apenas por diálogos, sem que, em nenhum instante, apareça um narrador. Considerado mestre e maior escritor brasileiro na arte de escrever diálogos é Luiz Vilela, autor inclusive de um romance, Entre amigos, de 1984, escrito somente com diálogos, sem presença de narrador, didascálias ou verbos dicendi. Outro exemplo são as 172 páginas de Trapiá, um clássico da década de 1960 de Caio Porfírio Carneiro, na qual há apenas seis páginas sem diálogos.
Vejamos os tipos de diálogos:
1. Direto: (discurso direto) as personagens conversam entre si; usam-se os travessões. Além de ser o mais conhecido é, também, predominante no conto;
2. Indireto: (discurso indireto) quando o escritor resume a fala da personagem em forma narrativa, sem destacá-la. Vamos dizer que a personagem conta como aconteceu o diálogo, quase que reproduzindo-o. Essas duas primeiras formas podem ser observadas no conto "A Missa do Galo", Machado de Assis;
3. Indireto livre (discurso indireto livre) é a fusão entre autor e personagem (primeira e terceira pessoa da narrativa); o narrador narra, mas no meio da narrativa surgem diálogos indiretos da personagem como que complementando o que disse o narrador.

Veja-se o caso de "Vidas secas": em certas passagens não sabemos exatamente quem fala — é o narrador (terceira pessoa) ou a consciência de Fabiano (primeira pessoa)? Este tipo de discurso permite expor os pensamentos da personagem sem que o narrador perca seu poder de mediador.
1. Monólogo interior (ou fluxo de consciência) é o que se passa "dentro" do mundo psíquico da personagem; "falando" consigo mesma; veja algumas passagens de Perto do coração selvagem, de Clarice Lispector. O livro A canção dos loureiros (1887), de Édouard Dujardin é o precursor moderno deste tipo de discurso da personagem. O Lazarillo de Tormes, de autor desconhecido, é considerado o verdadeiro precursor deste tipo de discurso. Em "Ulisses", Joyce (inspirado em Dujardin) radicalizou no monólogo interior que também pode ser usado a (biografia de um autor de livros e etc).

### Focos narrativos
1. Primeira pessoa: Personagem principal conta sua história; este narrador limita-se ao saber de si próprio, fala de sua própria vivência. Esta é uma narrativa típica do romance epistolar (século XVIII).
2. Terceira pessoa: O texto é narrado em 3ª pessoa e neste caso podemos ter:

a) narrador observador: o narrador limita-se a descrever o que está acontecendo, "falando" do exterior, não nos colocando dentro da cabeça da personagem; assim não sabemos suas emoções, ideias, pensamentos; o narrador apenas descreve o que vê, no mais, especula;
b) narrador onisciente: conta a história; o narrador tudo sabe sobre a vida das personagens, sobre seus destinos, ideias, pensamentos; como se narrasse de dentro da cabeça delas.

### Extensão
Segundo outras definições, o conto não deve ocupar mais de 7 500 palavras. Actualmente entende-se que pode variar entre um mínimo de 1 000 e um máximo de 20 000 palavras. Mas toda e qualquer limitação de um mínimo ou máximo de palavras é descartada e ignorada por escritores e leitores.
O romance "Vidas secas" (de Graciliano Ramos), "A festa" (de Ivan Ângelo) e alguns romances de Bernardo Guimarães (1825-1884) e Autran Dourado, podem ser lidos como uma série de contos. Também "Memórias Póstumas de Brás Cubas" e "Quincas Borba" (de Machado de Assis), "O Processo" (de Franz Kafka), são constituídos por pequenos contos. São os chamados "romances desmontáveis".
Assis Brasil vai mais longe ao afirmar que "Grande Sertão: veredas" (de Guimarães Rosa), é um conto alongado, pois o escritor tê-lo-ia como narrativa curta. O "Grande Sertão", como sabemos, tem mais de 500 páginas. Todas essas colocações demonstram como é difícil definir o conto; mesmo assim, quem o conhece, não o confunde com outro género.

## História
Há várias "fases" do conto. Tais fases nada têm a ver com aquelas estudadas por Vladimir Propp no livro "A morfologia do conto maravilhoso", no qual, para descrever o conto, Propp o "desmonta" e o "classifica" em unidades estruturais — constantes, variantes, sistemas, fontes, funções, assuntos, etc. Além disso, ele fala de uma "primeira fase" (religiosa) e uma "segunda fase" (da história do conto). Aqui, quando falamos em fases, temos a intenção de apenas darmos um "passeio" pela linha evolutiva do género.

### Fase oral
Logicamente a primeira fase é a "oral", cujo início não é possível precisar: o conto origina-se num tempo em que nem sequer existia a escrita; as histórias eram narradas oralmente ao redor das fogueiras das habitações dos povos primitivos — geralmente à noite. Por isso o suspense, o fantástico, que o caracterizou.

### Fase escrita
A primeira fase escrita é provavelmente aquela em que os egípcios registraram O livro do mágico (cerca de 4 000 a.C.). Daí vamos passando pela Bíblia — veja-se como a história de Caim e Abel (2 000 a.C.) tem a precisa estrutura de um conto. O antigo e novo testamento trazem muitas outras histórias com a estrutura do conto, como os episódios de José e seus irmãos, de Sansão, de Ruth, de Susana, de Judith, Salomé; as parábolas: o Bom Samaritano, o Filho Pródigo, a Figueira Estéril, a do Semeador, entre outras.

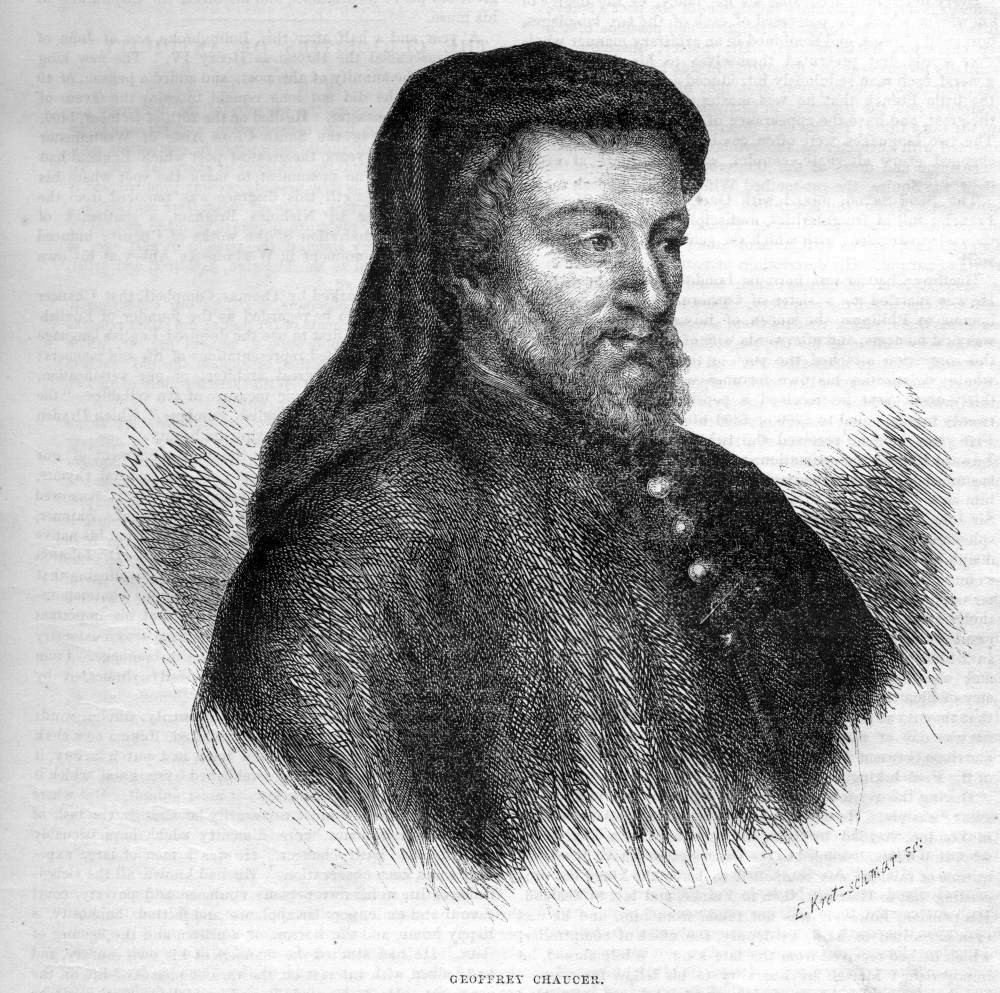
Geoffrey Chaucer

No século VI a.C. temos a Ilíada e a Odisseia, de Homero e na literatura Hindu há o Pantchatantra (século II a.C.?). De um modo geral, Luciano de Samósata (125-192) é considerado o primeiro grande nome da história do conto. Ele escreveu "O cínico", "O asno" etc. Da mesma época é Lucio Apuleyo (125-180), que escreveu "O asno de ouro". Outro nome importante é o de Caio Petrónio (século I), autor de Satiricon, livro que continua sendo reeditado até hoje. As "Mil e uma Noites" aparecem na Pérsia no século X da era cristã.
A segunda fase escrita começa por volta do século XIV, quando registam-se as primeiras preocupações estéticas. Giovanni Boccaccio (1313-1375) aparece com seu Decameron, que se tornou um clássico e lançou as bases do conto tal como o conhecemos hoje, além de ter influenciado, Charles Perrault, La Fontaine, entre outros. Miguel de Cervantes (1547-1616) escreve as "Novelas Exemplares". Francisco Gómez de Quevedo y Villegas (1580-1645) traz "Os sonhos", satirizando a sociedade da época. Os "Contos da Cantuária", de Chaucer (1340?-1400) são publicados por volta de 1700. Perrault (1628-1703) publica "O barba azul", "O gato de botas", "Cinderela", "O soldadinho de chumbo" etc. Jean de La Fontaine (1621-1695) é o contador de fábulas por excelência: "A cigarra e a formiga", "A tartaruga e a lebre", "Aquelas Bolas Cabeludas", "A raposa e as uvas" etc. Os irmãos Grimm são considerados as maiores influências nos contos
No século XVIII o mestre foi Voltaire (1694-1778). Ele escreveu obras importantes como Zadig e Cândido, ou O Otimismo.
Chegando ao século XIX o conto "descola" através da imprensa escrita, toma força e se moderniza. Washington Irving (1783-1859) é o primeiro contista norte-americano de importância. Os irmãos Grimm (Jacob, 1785-1863 e Wilhelm, 1786-1859) publicam "Branca de Neve", "Rapunzel", "O Gato de Botas", "A Bela Adormecida", "O Pequeno Polegar", "Chapeuzinho Vermelho" etc. Os Grimm recontam contos que já haviam sido contados por Perrault, por exemplo. Eles foram tão importantes para o gênero que André Jolles diz que "o conto só adotou verdadeiramente o sentido de forma literária determinada, no momento em que os irmãos Grimm deram a uma coletânea de narrativas o título de Contos para crianças e famílias", ("O conto" em formas simples).
O século XIX foi pródigo em mestres: Nathaniel Hawthorne (1804-1864), Edgar Allan Poe (1809-1849), Maupassant (1850-1893), Flaubert (1821-1880), Leo Tolstoy (1828-1910), Mary Shelley (1797–1851), Anton Tchekhov (1860-1904), Machado de Assis (1839-1908), Conan Doyle (1859-1930), Balzac, Stendhal, Eça de Queirós, Aluízio Azevedo.
Não podemos esquecer de nomes como: Hoffman (um dos pais do conto fantástico, que viria influenciar Edgar Allan Poe, Machado de Assis, Álvares de Azevedo e outros), Sade, Adalbert von Chamisso, Nerval, Gogol, Dickens, Turguenev, Stevenson, Kipling, Ambrose Bierce entre outros.

## Representantes
Neste século podemos incluir entre os grandes: O. Henry, Anatole France, Virginia Woolf, Katherine Mansfield, Franz Kafka, James Joyce, William Faulkner, Ernest Hemingway, Máximo Gorki, Mário de Andrade, Monteiro Lobato, Aníbal Machado, Alcântara Machado, Guimarães Rosa,Isaac Bashevis Singer, Nelson Rodrigues, Dalton Trevisan, Rubem Fonseca, Osman Lins, Clarice Lispector, Jorge Luís Borges, Lima Barreto, Raymond Carver, Flannery O'Connor e Kjeel Askindsen.
Outros nomes importantes do conto no Brasil: Julieta Godoy Ladeira, Otto Lara Resende, Manoel Lobato, Sérgio Sant’Anna, Moreira Campos, Ricardo Ramos, Edilberto Coutinho, Breno Accioly, Murilo Rubião, Moacyr Scliar, Péricles Prade, Guido Wilmar Sassi, Samuel Rawet, Domingos Pellegrini Jr, José J. Veiga, Luiz Vilela, Sergio Faraco, Victor Giudice, Lygia Fagundes Telles e Miguel Sanches Neto, entre outros. Em Portugal destacam-se, entre outros, Alexandre Herculano e Eça de Queirós.
Para um escritor que faz da sua escrita, arte, a trama/o enredo não têm muita importância; o que mais importa é como (forma) contar e não o que (conteúdo) contar. Borges dizia que contamos sempre a mesma fábula. Julio Cortázar (1914-1984) diz que não há temas bons nem temas ruins; há somente um tratamento bom ou ruim para determinado tema. ("Alguns aspectos do conto", in Valise de cronópio). Claro que há que ter cuidado com o excesso de formalismos para não virar personagem daquela piada: um escritor passou a vida toda trabalhando as formas para criar um estilo perfeito para impressionar o mundo; quando conseguiu alcançá-lo, descobriu que não tinha nada para dizer com ele.
A tendência contemporânea deste início de século XXI é o micro-conto, uma espécie de haiku de cunho narrativo, que tem se definido, o mais das vezes, mas não necessariamente, pela extensão de um tweet. Além do twitter e do facebook, outras redes sociais tem sido midia para a publicação de microcontos, além dos blogues e da plataforma tradicional dos livros. O microconto mais famoso é de Augusto Monterroso, autor guatemalteco, e seu título é "O dinossauro". No Brasil, cultivam com destaque este subgênero autores como Dalton Trevisan, Millôr Fernandes, Daniel Galera, Samir Mesquita e Rauer (nome pelo qual assina suas publicações no twitter o escritor mineiro Rauer Ribeiro Rodrigues).

### Contistas famosos em língua portuguesa
Machado de Assis, Aluísio Azevedo e Artur de Azevedo, entre outros que destacam-se no panorama brasileiro do conto, abrindo espaço para contistas como Monteiro Lobato, Clarice Lispector, Ruth Rocha, Lima Barreto, Otto Lara Resende, Lygia Fagundes Telles, José J. Veiga, Dalton Trevisan e Rubem Fonseca.
Eça de Queirós, mais conhecido como romancista, é referência em Portugal por seus contos reunidos para publicação em 1902, dois anos após seu falecimento, bem como Branquinho da Fonseca, cuja obra inclui diversas antologias de contos. Alexandre Herculano, Miguel Torga e Mário-Henrique Leiria são outros dois nomes a mencionar.
Em Moçambique, o conto é um género próspero, como se pode ver pela obra de Mia Couto e pela antologia de Nelson Saúte, "As Mãos dos Pretos". Suleiman Cassamo também é de mencionar.
A figura contista encontra-se perdida na actualidade, em face da valorização do romance em oposição à prosa curta e à poesia enquanto géneros literários. Um dos poucos redutos em que sobrevive e, mais do que isso, impera, é a ficção científica, suportado pelas grandes e importantes contribuições de contistas modernos.

## Influência
Está evidente a identificação do conto com a "falta" de tempo dos habitantes dos grandes centros urbanos, com a industrialização. Afinal, foi graças à imprensa escrita, que o gênero se popularizou no Brasil, no século XIX: os grandes jornais sempre davam espaço ao conto. Antônio Hohlfeldt em "Conto brasileiro contemporâneo" ressalta: "pode-se verificar que, na evolução do conto, há uma relação entre a revolução tecnológica e a técnica do conto".
Na introdução de Maravilhas do conto universal, Edgard Cavalheiro diz: "A autonomia do conto, seu êxito social, o experimentalismo exercido sobre ele, deram ao gênero grande realce na literatura, destaque esse favorecido pela facilidade de circulação em diferentes órgãos da imprensa periódica. Creio que o sucesso do conto nos últimos tempos (anos 1960 e 70) deve ser atribuído, em parte, à expansão da imprensa".
Além de criar o mercado de consumo e a necessidade de alfabetização em massa, a industrialização também criou a necessidade de informações sintéticas. No século passado essas informações vinham do jornalismo e do livro; neste século vêm do cinema, rádio e televisão. Assim, no seu início, o conto pegou uma carona na imprensa escrita; agora não tem mais esse espaço. Será que o conto se adaptará às novas tecnologias? TV, Internet etc? De qualquer forma, no Brasil, o conto surgiu mesmo foi através da imprensa em meados do século XIX. Por isso, naquela época, quase todos os contistas eram jornalistas. E não foi só no Brasil que isso ocorreu.
Essa tecnologia é, também, em parte, "culpada" pelo preconceito em relação ao género. "A linha normativa gera uma série de manuais que prescrevem como escrever contos. E a revista popular propicia uma comercialização gradativa do género. Tais fatos são tidos como responsáveis pela degradação técnica e pela formação de estereótipos de contos que, na era industrializada do capitalismo americano, passa a ser arte padronizada, impessoal, uniformizada, de produção veloz e barata. Tais preocupações provocam, por sua vez, um movimento de diferenciação entre o conto comercial e o conto literário. Daí talvez tenha surgido o preconceito contra o conto…" (Nádia Battella Gotlib, op. cit.).
Esse fenômeno também foi notado no Brasil no início dos anos 1970. As influências exercidas pela imprensa escrita, revistas, TVs, levaram o conto a um ponto de praticamente perder sua "identidade": sendo "quase tudo", passou a ser quase "nada".
Na década de 1920 temos os modernistas e o conto agora é essencialmente urbano/suburbano. Eles propuseram a renovação das formas, a ruptura com a linguagem tradicional, a renovação dos meios de expressão etc. Procura-se evitar rebuscamentos na linguagem, a narrativa é mais objectiva, a frase torna-se mais curta e a comunicação mais breve.
Nesta mesma linha, Poe, que também foi o primeiro teórico do género, diz: "Temos necessidade de uma literatura curta, concentrada, penetrante, concisa, ao invés de extensa, verbosa, pormenorizada… É um sinal dos tempos… A indicação de uma época na qual o homem é forçado a escolher o curto, o condensado, o resumido, em lugar do volumoso" (citado por Edgard Cavalheiro na introdução de Maravilhas do conto universal).

## Críticas
Mesmo com tanta história para "contar", o conto continua sendo alvo de preconceitos, chegando ao ponto de algumas editoras terem como política não publicar o gênero. É uma questão de mercado? O conto não vende? E, se não vende, quais os motivos? Sua excessiva banalização através de revistas e jornais? Ou a falsa ideia de que seria uma literatura fácil, secundária, menor?
Veja o que pensa Mempo Giardinelli: "Sustento sempre que o conto é o género literário mais moderno e que maior vitalidade possui, pela simples razão que as pessoas jamais deixarão de contar o que se passa, nem de interessar-se pelo que lhes contam bem contado".
Já René Avilés Fabila, em Assim se escreve um conto, diz que "Comecei escrevendo contos, mas me vi forçado a mudar de rumo por pedidos de editores que queriam romances. Mas, cada vez que me vejo livre dessas pressões editoriais, volto ao conto… porque, em literatura, o que me deixa realmente satisfeito é escrever um conto".[carece de fontes?]
Maupassant - que escreveu cerca de trezentos contos - dizia que escrever contos era mais difícil do que escrever romances. Machado de Assis, citado por Nádia Battella Gotlib, em Teoria do Conto, também não achava fácil escrever contos: "É género difícil, a despeito de sua aparente facilidade", assim como Faulkner: "quando seriamente explorada, a história curta é a mais difícil e a mais disciplinada forma de escrever prosa… Num romance, pode o escritor ser mais descuidado e deixar escórias e superfluidades, que seriam descartáveis. Mas num conto… quase todas as palavras devem estar em seus lugares exactos", (citado por R. Magalhães Júnior em A arte do conto).
O escritor gaúcho Moacyr Scliar, mais conhecido como romancista do que como contista, revela sua preferência pelo conto: "Eu valorizo mais o conto como forma literária. Em termos de criação, o conto exige muito mais do que o romance… Eu me lembro de vários romances em que pulei pedaços, trechos muito chatos. Já o conto não tem meio termo, ou é bom ou é ruim. É um desafio fantástico. As limitações do conto estão associadas ao fato de ser um género curto, que as pessoas ligam a uma ideia de facilidade; é por isso que todo escritor começa contista" (In Folha de S. Paulo, 4 fev. 1996, p. 5-11).
"Penso que, não por casualidade, a nossa época (anos 1980) é a época do conto, do romance breve", diz Italo Calvino (1923-1985) em Por que ler os clássicos. Num artigo sobre Borges (1899-1986), Calvino disse que lendo Borges veio-lhe muitas vezes a tentação de formular uma poética do escrever breve, louvando suas vantagens em relação ao escrever longo. "A última grande invenção de um género literário a que assistimos foi levada a efeito por um mestre da escrita breve, Jorge Luis Borges, que se inventou a si mesmo como narrador, um ovo de Colombo que lhe permitiu superar o bloqueio que lhe impedia, por volta dos 40 anos, passar da prosa ensaística à prosa narrativa." (Italo Calvino, Seis propostas para o próximo milênio). "No decurso de uma vida devotada principalmente aos livros, tenho lido poucos romances e, na maioria dos casos, apenas o senso do dever me deu forças para abrir caminho até a última página. Ao mesmo tempo, sempre fui um leitor e releitor de contos… A impressão de que grandes romances como Dom Quixote e Huckleberry Finn são virtualmente amorfos, serviu para reforçar meu gosto pela forma do conto, cujos elementos indispensáveis são economia e um começo, meio e fim claramente determinados. Como escritor, todavia, pensei durante anos que o conto estava acima de meus poderes e foi só depois de uma longa e indireta série de tímidas experiências narrativas que tomei assento para escrever estórias propriamente ditas." (Jorge Luis Borges, Elogio da sombra/Perfis - Um ensaio autobiográfico).